# Longilepturges
Longilepturges es un género de escarabajos longicornios de la tribu Acanthocinini.

## Especies
- Longilepturges bicolor Monne & Monne, 2011
- Longilepturges xantholineatus Monne & Monne, 2011